# علی‌یار آشورمحمدوف
علی‌یار آشورمحمدوف (تاجیکی: Алиёр Ашурмамадов؛ زادهٔ ۲۰ اوت ۱۹۷۰) بازیکن فوتبال اهل اتحاد جماهیر شوروی سوسیالیستی است.
از باشگاه‌هایی که در آن بازی کرده‌است می‌توان به باشگاه فوتبال ایرتیش پاولودار، باشگاه فوتبال آنژی مخاچ‌قلعه، باشگاه فوتبال زسکا پامیر، و باشگاه فوتبال لوکوموتیو مسکو اشاره کرد.
وی همچنین در تیم ملی فوتبال تاجیکستان بازی کرده‌است.